# Liste der Handschriften der Kaiser-Heinrich-Bibliothek
Diese Liste der Handschriften der Kaiser-Heinrich-Bibliothek gibt eine Übersicht über jene mittelalterlichen Handschriften der Staatsbibliothek Bamberg, die üblicherweise als „Kaiser-Heinrich-Bibliothek“ bezeichnet werden. Es handelt sich um 165 Handschriften, die auf Veranlassung von Heinrich II. und Kunigunde nach Bamberg gebracht wurden und meist als Teil der Dombibliothek bzw. des Domschatzes überliefert wurden, bevor sie im frühen 19. Jahrhundert an die neu gegründete Kurfürstliche Bibliothek (die heutige Staatsbibliothek) Bamberg übergeben wurden.
Die Übersicht ist nach Signaturengruppen geordnet. Zu jeder Handschrift werden knapp der Inhalt, die Datierung und die Schriftheimat genannt, Links zu Digitalisaten (soweit vorhanden) geboten und teilweise weitere Anmerkungen zur Besonderheiten der jeweiligen Handschrift gemacht. Die Angaben zu Datierung und Lokalisierung folgen dem Katalog von Gude Suckale-Redlefsen, soweit nichts anderes angegeben ist. Für Handschriften, die dort nicht verzeichnet sind, wurde stattdessen auf den Katalog von Bernhard Bischoff zurückgegriffen, wo auch dieser nicht einschlägig ist, die Monographie von Hartmut Hoffmann zu den Bamberger Handschriften. Dieses Vorgehen entspricht dem der Staatsbibliothek Bamberg bei der Definition der Sammlung und der Erfassung der Metadaten zu den Digitalisaten.
Ganz am Ende der Übersicht stehen Handschriften, die nicht zur Kaiser-Heinrich-Bibliothek gezählt werden, dieser Sammlung aber eng verbunden sind: Zum einen nicht abgelöste Fragmente von Handschriften, die ähnlich alt sind wie die Bände der Kaiser-Heinrich-Bibliothek, zum anderen Handschriften, die zwar zur Gründungsausstattung von Bamberg gehören haben (oder gehört haben könnten), aber nicht in der Bamberger Staatsbibliothek aufbewahrt werden.
Soweit nichts anderes angegeben ist, handelt es sich bei den Handschriften um Kodizes, die in lateinischer Sprache und auf Pergament geschrieben wurden.

## Übersicht nach Signaturengruppen

### Bibel-Handschriften (Msc.Bibl.)
Mit 38 Bibeln und Bibelkommentaren (35 Kodizes und 3 Fragmente) macht die Signaturengruppe Msc.Bibl. einen großen Teil der Kaiser-Heinrich-Bibliothek aus.
Msc.Bibl.25 befand sich im 13. Jahrhundert in Würzburg und kam wahrscheinlich erst später nach Bamberg. Die vorderen und hinteren Vorsatzblätter von Msc.Bibl.27, die Hoffmann in das 10. Jahrhundert datiert hatte und eigens als Fragmente zweier Handschriften bezeichnet hatte, die bereits Heinrich II. nach Bamberg gebracht habe, werden nicht zur Kaiser-Heinrich-Bibliothek gezählt. Msc.Bibl.133 enthält Fragmente einer Handschrift des 10. Jahrhunderts, die teilweise abgelöst wurden (siehe unten: IX A 3), teilweise nicht. Die nicht abgelösten Fragmente werden auch nicht zur Kaiser-Heinrich-Bibliothek gezählt.
| Nr. | Signatur     | Inhalte und Anmerkungen | Datierung                                        | Schriftheimat                        | Digitalisat |
| --- | ------------ | --- | ------------------------------------------------ | ------------------------------------ | --- |
| 1   | Msc.Bibl.1   | Alkuin-Bibel | 834x843                                          | Marmoutier                           | urn:nbn:de:bvb:12-bsb00140662-2 urn:nbn:de:bvb:22-dtl-0000098100 urn:nbn:de:bvb:12-sbb00000032-1 Digitalisat mit Forschungsdokumentation |
| 2   | Msc.Bibl.14  | Theologische Sammelhandschrift | ca. 1000                                         | Reichenau                            | urn:nbn:de:bvb:22-msc.bibl.14-6 urn:nbn:de:bvb:12-sbb00000028-8 Digitalisat                                                              |
| 3   | Msc.Bibl.22  | Alttestamentliche Schriften mit Glossen („Bamberger Daniel-Kommentar“); seit 2003 Teil des Weltdokumentenerbe in Deutschland.                                                         | ca. 1000                                         | Reichenau                            | urn:nbn:de:bvb:22-dtl-0000087146 |
| 4   | Msc.Bibl.25  | Isidor, Quaestiones in Vetus Testamentum; Augustinus, Brief an Hieronymus | Mitte 9. Jahrhundert                             | Würzburg                             | urn:nbn:de:bvb:22-msc.bibl.25-8 urn:nbn:de:bvb:12-sbb00000192-3 Digitalisat                                                              |
| 5   | Msc.Bibl.30a | Einzelblätter eines Homiliars; bei Hoffmann noch „ad 30 I“ | 10. Jahrhundert                                  | Italien?                             | urn:nbn:de:bvb:22-dtl-0000024868 |
| 6   | Msc.Bibl.30b | Einzelblätter eines Tropars; bei Hoffmann noch „ad 30 III“ [sic] | 10. Jahrhundert                                  | Italien?                             | urn:nbn:de:bvb:22-dtl-0000024870 |
| 7   | Msc.Bibl.30c | Einzelblätter der Lex Salica; bei Hoffmann noch „ad 30 II“ [sic] | ca. 1000                                         | Italien?                             | urn:nbn:de:bvb:22-dtl-0000024870 |
| 8   | Msc.Bibl.37  | Origines, Homiliae in librum Iudicum. Angaben nach Bischoff. | 2. Viertel 9. Jahrhundert                        | Lorsch                               | urn:nbn:de:bvb:22-msc.bibl.37-6 |
| 9   | Msc.Bibl.38  | Buch der Könige 1 und 2 | 2. Hälfte 10. Jahrhundert                        | Köln                                 | urn:nbn:de:bvb:22-msc.bibl.38-2 |
| 10  | Msc.Bibl.40  | Gregor der Große, Moralia in Hiob | Frühes 9. Jahrhundert                            | St. Amand                            | urn:nbn:de:bvb:22-msc.bibl.40-0 |
| 11  | Msc.Bibl.42  | Gregor der Große, Moralia in Hiob. Angaben nach Hoffmann. | ca. 1010 bis 1040                                | Fulda                                | urn:nbn:de:bvb:22-msc.bibl.42-2 |
| 12  | Msc.Bibl.43  | Gregor der Große, Moralia in Hiob | 1014x1024                                        | Mainz                                | urn:nbn:de:bvb:22-msc.bibl.43-8 |
| 13  | Msc.Bibl.44  | Psalterium quadrupartitum | 909                                              | Sankt Gallen                         | urn:nbn:de:bvb:22-dtl-0000098139 |
| 14  | Msc.Bibl.45  | Psalter mit Glossen | 1. Hälfte 11. Jahrhundert                        | Lothringen (Gorze?)                  | urn:nbn:de:bvb:22-dtl-0000098116 |
| 15  | Msc.Bibl.50  | Ambrosius, Expositio in psalmum CXVIII | Anfang 11. Jahrhundert                           | Trier / Echternach (?)               | urn:nbn:de:bvb:22-dtl-0000024907 urn:nbn:de:bvb:12-sbb00000043-2 Digitalisat                                                             |
| 16  | Msc.Bibl.54  | Augustinus, Enarrationes in psalmos. Angaben nach Hoffmann. | ca. 1000                                         | Mainz                                | urn:nbn:de:bvb:22-msc.bibl.54-0 urn:nbn:de:bvb:12-sbb00000044-7 Digitalisat                                                              |
| 17  | Msc.Bibl.56  | Cassiodor, In psalmos, dazu eine Predigt Augustinus’ und ein kurzer Auszug aus Vergils Eklogen.                                                                                       | 10. Jahrhundert                                  | Benevent (?)                         | urn:nbn:de:bvb:22-msc.bibl.56-2 |
| 18  | Msc.Bibl.75  | Rabanus Maurus, In librum sapientiae. Angaben nach Bischoff. | 2. Viertel 9. Jahrhundert                        | Regensburg (unter Fuldaer Einfluss?) | urn:nbn:de:bvb:22-msc.bibl.75-8 urn:nbn:de:bvb:12-sbb00000046-8 Digitalisat                                                              |
| 19  | Msc.Bibl.76  | Alttestamentliche Schriften mit Kommentar. | ca. 1000                                         | Reichenau                            | urn:nbn:de:bvb:22-msc.bibl.76-4 |
| 20  | Msc.Bibl.78  | Hieronymus, In Iesaiam; Widmungsgedicht an Heinrich II. | 1021                                             | Mainz                                | urn:nbn:de:bvb:22-msc.bibl.78-6 urn:nbn:de:bvb:12-sbb00000048-8 Digitalisat                                                              |
| 21  | Msc.Bibl.79  | Hieronymus, In Iesaiam. Enthält als Vorsatz mehrere Fragmente liturgischer Handschriften.                                                                                             | 1. Hälfte 11. Jahrhundert                        | Bamberg, Michelsberg?                | urn:nbn:de:bvb:22-dtl-0000024919 urn:nbn:de:bvb:12-sbb00000049-9 Digitalisat                                                             |
| 22  | Msc.Bibl.84  | Gregor der Große, Homilien. Das Dedikationsbild wird meist auf Heinrich II. bezogen.                                                                                                  | 1. Viertel 11. Jahrhundert oder später           | Süddeutschland                       | urn:nbn:de:bvb:22-msc.bibl.84-7 urn:nbn:de:bvb:12-sbb00000050-1 Digitalisat                                                              |
| 23  | Msc.Bibl.85  | Hieronymus, In Ezechielem | Anfang 11. Jahrhundert                           | Münster?                             | urn:nbn:de:bvb:22-dtl-0000024920 urn:nbn:de:bvb:12-sbb00000051-6 Digitalisat                                                             |
| 24  | Msc.Bibl.87  | Hieronymus, In Oseam. Auf der letzten Seite (fol. 83v) ist das sogenannte Pravilegium Paschalis’ II. eingetragen                                                                      | 2. Hälfte 10. Jahrhundert                        | Belgien / Frankreich                 | urn:nbn:de:bvb:22-msc.bibl.87-5 urn:nbn:de:bvb:12-sbb00000052-2 Digitalisat                                                              |
| 25  | Msc.Bibl.89  | Tietland von Einsiedeln (?), In epistolas Pauli. Enthält einige Glossen. Datierung nach Hoffmann.                                                                                     | Anfang 11. Jahrhundert                           | Würzburg                             | urn:nbn:de:bvb:22-dtl-0000024930 |
| 26  | Msc.Bibl.92  | Evangeliar | 1. Viertel 9. Jahrhundert                        | Süddeutschland                       | urn:nbn:de:bvb:22-msc.bibl.92-4 |
| 27  | Msc.Bibl.93  | Evangeliar (mit Kanontafeln) | 2. Viertel 9. Jahrhundert                        | Lorsch                               | urn:nbn:de:bvb:22-msc.bibl.93-0 |
| 28  | Msc.Bibl.95  | Das sogenannte Evangelistar aus Seeon oder Evangelistar Heinrichs II., mit sieben ganzseitigen Miniaturen. Das Dedikationsbild zeigt Heinrich II. als Stifter eines kostbaren Buches. | 1007x1012                                        | Seeon                                | urn:nbn:de:bvb:22-msc.bibl.95-2 urn:nbn:de:bvb:12-sbb00000056-3 urn:nbn:de:bvb:12-bsb00140686-4 Digitalisat                              |
| 29  | Msc.Bibl.96  | Evangeliar (mit ganzseitigen Initialzierseiten) | Ende 10. Jahrhundert oder Anfang 11. Jahrhundert | Sachsen (Corvey?)                    | urn:nbn:de:bvb:22-msc.bibl.96-8 |
| 30  | Msc.Bibl.115 | Beda Venerabilis, In Lucam | 2. Viertel 9. Jahrhundert                        | Mittelfrankreich                     | urn:nbn:de:bvb:22-msc.bibl.115-6 |
| 31  | Msc.Bibl.119 | Augustinus, Tractatus in evangelium Iohannis | 1. Hälfte 11. Jahrhundert                        | Süddeutschland (Salzburg?)           | urn:nbn:de:bvb:22-msc.bibl.119-2 |
| 32  | Msc.Bibl.121 | Beda Venerabilis, In actus apostolorum und De nominibus. Angaben nach Hoffmann. | Anfang 11. Jahrhundert                           | Werden                               | urn:nbn:de:bvb:22-msc.bibl.121-8 urn:nbn:de:bvb:12-sbb00000060-6 Digitalisat                                                             |
| 33  | Msc.Bibl.126 | Sammelhandschrift, v. a. Augustinus-Exzerpte (zusammengestellt von Florus von Lyon). Das Widmungsgedicht stammt von Odilo von Cluny. Mehrere ganzseitige Zierseiten.                  | Anfang 11. Jahrhundert                           | Cluny                                | urn:nbn:de:bvb:22-msc.bibl.126-8 urn:nbn:de:bvb:12-sbb00000061-2 Digitalisat                                                             |
| 34  | Msc.Bibl.127 | Sedulius Scotus, Collectaneum in epistolas Pauli | 1. Hälfte 11. Jahrhundert                        | Metz?                                | urn:nbn:de:bvb:22-dtl-0000024941 urn:nbn:de:bvb:12-sbb00000062-7 Digitalisat                                                             |
| 35  | Msc.Bibl.140 | Bamberger Apokalypse; seit 2003 Teil des Weltdokumentenerbe in Deutschland. | ca. 1000                                         | Reichenau?                           | urn:nbn:de:bvb:22-dtl-0000087130 urn:nbn:de:bvb:12-sbb00000063-2                                                                         |
| 36  | Msc.Bibl.141 | Ambrosius Autpertus, In Apocalipsim. Enthält auch ein Bücherverzeichnis (2. Hälfte 12. Jahrhundert). Angaben nach Hoffmann.                                                           | ca. 1000                                         | Gorze?                               | urn:nbn:de:bvb:22-msc.bibl.141-0 urn:nbn:de:bvb:12-sbb00000064-8 Digitalisat                                                             |
| 37  | Msc.Bibl.146 | Sedulius Scotus, Explanationes | 1. Hälfte 11. Jahrhundert                        | vermutlich Michelsberg               | urn:nbn:de:bvb:22-dtl-0000025031 |
| 38  | Msc.Bibl.154 | Hieronymus, Liber quaestionum Hebraicarum in Genesin. Angaben nach Bischoff. | 2. Viertel (gegen Mitte) 9. Jahrhundert          | Mainz                                | urn:nbn:de:bvb:22-msc.bibl.154-4 |

### Kanonistische Handschriften (Msc.Can.)
Neun Handschriften der Signaturengruppe Msc.Can. gehören zur Kaiser-Heinrich-Bibliothek. Msc.Can.4 wird zur Sammlung gezählt, auch wenn er erst nach Heinrichs Tods nach Bamberg gelangte. Der Kodex Msc.Can.7, den Hoffmann 1986 zu den Schenkungen Heinrichs gezählt hatte, den er und andere später aber auf nach 1024 datierten, gehört nicht zur Kaiser-Heinrich-Bibliothek. Auch die Fragmente in Msc.Can.54, von Hoffmann ins erste Drittel des 11. Jahrhunderts datiert, werden nicht dazu gezählt. Es ist nicht auszuschließen, dass die ursprüngliche Handschrift noch zu Lebzeiten Heinrichs II. nach Bamberg gelangte.
| Nr. | Signatur   | Inhalte und Anmerkungen | Datierung                                                                                       | Schriftheimat                                                      | Digitalisat |
| --- | ---------- | --- | ----------------------------------------------------------------------------------------------- | ------------------------------------------------------------------ | --- |
| 1   | Msc.Can.1  | Kanonistische Sammelhandschrift, u. a. Gutachten des Auxilius zu Formosus (vgl. Kadaversynode) | 2. Viertel 10. Jahrhundert; Ergänzungen bis um 1000                                             | Montecassino; Ergänzungen u. a. durch Leo von Vercelli (Autograph) | urn:nbn:de:bvb:22-msc.can.1-0 |
| 2   | Msc.Can.2  | Haltigar von Cambrai, Bußbuch | Teil 1: 1. Hälfte 10. Jahrhundert Teil 2: 2. Drittel 9. Jahrhundert                             | Teil 1: Süddeutschland? Teil 2: Nordostfrankreich?                 | urn:nbn:de:bvb:22-dtl-0000025012                                                                                                  |
| 3   | Msc.Can.3  | Collectio Dionysio-Hadriana | 2. Viertel oder Mitte 9. Jahrhundert                                                            | Ostfrankreich?                                                     | urn:nbn:de:bvb:22-msc.can.3-1 |
| 4   | Msc.Can.4  | Sammelhandschrift (ca. 1020 mit einem um 1000 geschriebenen Einschub), u. a. Konstantinische Schenkung, und Pseudoisidor                                                                           | ca. 1020                                                                                        | Mailand                                                            | urn:nbn:de:bvb:22-msc.can.4-7 |
| 5   | Msc.Can.5  | Collectio Anselmo dedicata | ca. 1000                                                                                        | Italien                                                            | urn:nbn:de:bvb:22-msc.can.5-2 urn:nbn:de:bvb:12-sbb00000071-7 urn:nbn:de:bvb:12-sbb00000071-7 Digitalisat Digitalisat (Bavarikon) |
| 6   | Msc.Can.6  | Burchard von Worms, Liber decretorum | ca. 1020; Nachtrag kurz nach 1023                                                               | Worms; Nachtrag: Bamberg                                           | urn:nbn:de:bvb:12-sbb00000072-2 urn:nbn:de:bvb:22-msc.can.6-8                                                                     |
| 7   | Msc.Can.9  | Sammelhandschrift mit Auszügen aus der Collectio duodecim partium (1. Teil), kanonistischen und polemischen Texten (2. Teil) und der Remedius von Chur zugeschriebenen Kanones-Sammlung (3. Teil). | Teil 1: 2. Drittel 11. Jahrhundert; Teil 2: 12. Jahrhundert; Teil 3: 3. Drittel 10. Jahrhundert | Teil 1: Freising; Teil 2: unbekannt; Teil 3: Regensburg            | urn:nbn:de:bvb:22-msc.can.9-8 |
| 8   | Msc.Can.11 | Beschlüsse der Reichssynode Aachen 816 | 1. Drittel 9. Jahrhundert                                                                       | Südliches Frankreich?                                              | urn:nbn:de:bvb:22-msc.can.11-3 |
| 9   | Msc.Can.12 | Ansegis, Kapitulariensammlung; Hinkmar von Reims, Capitula. Angaben nach Hoffmann. | 1. oder 2. Drittel 10. Jahrhundert                                                              | Frankreich (oder Oberitalien oder Rätien?)                         | urn:nbn:de:bvb:22-msc.can.12-8 |

### Klassiker-Handschriften (Msc.Class.)
Handschriften mit literarischen Werken der römischen Antike (Signaturengruppe Msc.Class.) sind mit 42 Einheiten (40 Kodizes sowie die Fragmente Msc.Class.35a und Msc.Class.45m) zahlreicher als alle anderen Signaturengruppen in der Kaiser-Heinrich-Bibliothek vertreten.
| Nr. | Signatur      | Inhalte und Anmerkungen | Datierung                                                                                  | Schriftheimat                                                                | Digitalisat                                                                                                 |
| --- | ------------- | --- | ------------------------------------------------------------------------------------------ | ---------------------------------------------------------------------------- | --- |
| 1   | Msc.Class.2   | Boethius, Ambrosius | 2. Hälfte 10. Jahrhundert                                                                  | Norddeutschland                                                              | urn:nbn:de:bvb:22-msc.class.2-4 urn:nbn:de:bvb:12-bsb00140705-2 urn:nbn:de:bvb:12-sbb00000076-3 Digitalisat |
| 2   | Msc.Class.3   | Boethius, Gregor der Große | Teil 1: Ende 10. Jahrhundert; Nachtrag: 11. Jahrhundert; Teil 2: 1. Drittel 9. Jahrhundert | Teil 1: Westdeutschland (Trier?), Nachtrag: Bamberg; Teil 2: Westdeutschland | urn:nbn:de:bvb:12-bsb00140706-7 urn:nbn:de:bvb:12-sbb00000077-9 Digitalisat                                 |
| 3   | Msc.Class.5   | Boethius | ca. 845                                                                                    | Tours                                                                        | urn:nbn:de:bvb:12-bsb00140841-6 Digitalisat URN: nbn:de:bvb:12-sbb00000079-4                                |
| 4   | Msc.Class.6   | Teil 1: Boethius; Teil 2: Alttestamentliche Schriften (aus Msc.Patr.86?)                                                      | Teil 1: Ende 10. Jahrhundert; Teil 2: 1. Drittel 9. Jahrhundert                            | Teil 1: Trier (?); Teil 2: Westdeutschland                                   | urn:nbn:de:bvb:12-bsb00140710-0 urn:nbn:de:bvb:12-sbb00000077-9 Digitalisat                                 |
| 5   | Msc.Class.7   | Boethius | Ende 10. Jahrhundert                                                                       | Lothringen?                                                                  | urn:nbn:de:bvb:12-bsb00140842-2 urn:nbn:de:bvb:12-sbb00000195-0 Digitalisat                                 |
| 6   | Msc.Class.8   | Boethius | 3. Viertel 9. Jahrhundert                                                                  | Nordostfrankreich                                                            | urn:nbn:de:bvb:12-bsb00140708-8                                                                             |
| 7   | Msc.Class.9   | Musiktheoretische Schriften, u. a. Musica enchiriadis.                                                                        | Ende 10. Jahrhundert                                                                       | Lothringen                                                                   | urn:nbn:de:bvb:12-bsb00140709-8 urn:nbn:de:bvb:12-sbb00000080-7 Digitalisat                                 |
| 8   | Msc.Class.10  | Aristoteles, Kategorien und Peri Hermenias                                                                                    | ca. 1000                                                                                   | Mainz                                                                        | urn:nbn:de:bvb:12-bsb00140711-6                                                                             |
| 9   | Msc.Class.11  | Boethius, De interpretatione                                                                                                  | Ende 10. Jahrhundert                                                                       | Reims                                                                        | urn:nbn:de:bvb:12-bsb00140712-1 urn:nbn:de:bvb:12-sbb00000083-3 Digitalisat                                 |
| 10  | Msc.Class.12  | Boethius, De interpretatione (unvollständig)                                                                                  | Ende 10. Jahrhundert                                                                       | Reims                                                                        | urn:nbn:de:bvb:12-bsb00140713-6 urn:nbn:de:bvb:12-sbb00000084-8 Digitalisat                                 |
| 11  | Msc.Class.13  | Sammelhandschrift, u. a. Boethius                                                                                             | Ende 10. Jahrhundert; Nachtrag 11. Jahrhundert                                             | Frankreich, Belgien oder Italien?; Nachtrag: Bamberg                         | urn:nbn:de:bvb:12-sbb00000085-3                                                                             |
| 12  | Msc.Class.14  | Boethius | Ende 10. Jahrhundert; Nachtrag Anfang 11. Jahrhundert                                      | Frankreich (Reims?); Nachtrag: Bamberg                                       | urn:nbn:de:bvb:12-bsb00140715-7 urn:nbn:de:bvb:12-sbb00000086-9 Digitalisat                                 |
| 13  | Msc.Class.15  | Boethius | Ende 10. Jahrhundert                                                                       | Westlich des Rheins (Lothringen?, Ostfrankreich?, Belgien?)                  | urn:nbn:de:bvb:12-bsb00140716-2 urn:nbn:de:bvb:12-sbb00000087-4 Digitalisat                                 |
| 14  | Msc.Class.18  | Calcidus, Übersetzung von und Kommentar zu Platons Timaios                                                                    | Ende 10. Jahrhundert                                                                       | Würzburg                                                                     | urn:nbn:de:bvb:12-bsb00140717-8 Digitalisat URN: nbn:de:bvb:12-sbb00000088-9                                |
| 15  | Msc.Class.24  | Grillius, Kommentar zu Ciceros De inventione                                                                                  | 2. Hälfte 10. Jahrhundert                                                                  | Reims                                                                        | urn:nbn:de:bvb:12-bsb00140718-3 urn:nbn:de:bvb:12-sbb00000089-9 Digitalisat                                 |
| 16  | Msc.Class.25  | Gaius Marius Victorinus, Kommentar zu Ciceros De inventione                                                                   | ca. 1000                                                                                   | Reims                                                                        | urn:nbn:de:bvb:12-bsb00140719-3                                                                             |
| 17  | Msc.Class.26  | Cicero, De officiis | Ende 10. Jahrhundert                                                                       | Reims                                                                        | urn:nbn:de:bvb:12-sbb00000091-3 Digitalisat                                                                 |
| 18  | Msc.Class.27  | Cicero, De officiis | Anfang 11. Jahrhundert                                                                     | unklar                                                                       | urn:nbn:de:bvb:12-sbb00000092-8 Digitalisat                                                                 |
| 19  | Msc.Class.29  | Pseudo-Cicero, Rhetorica ad Herennium                                                                                         | ca. 1000; nachgetragene Initialen: 12. Jahrhundert                                         | Würzburg; Ergänzungen: Bamberg                                               | urn:nbn:de:bvb:12-sbb00000093-4 Digitalisat                                                                 |
| 20  | Msc.Class.30  | Teil 1: Clemens Scotus, Ars grammatica; Teil 2: Eutyches, Nomius.                                                             | Teil 1: 3. Viertel 9. Jahrhundert; Teil 2: 3. Drittel 9. Jahrhundert                       | Reims (beide Teile)                                                          | urn:nbn:de:bvb:12-sbb00000094-9 Digitalisat                                                                 |
| 21  | Msc.Class.31  | Sammelhandschrift, u. a. Auszüge aus der Livius-Epitome des Florus aus dem 10. Jahrhundert.                                   | 10. Jahrhundert                                                                            | Italien                                                                      | urn:nbn:de:bvb:12-sbb00000095-5 Digitalisat                                                                 |
| 22  | Msc.Class.32  | Horaz | um 1000; Nachträge: 11. Jahrhundert                                                        | Lothringen? Belgien? Nachträge: Bamberg                                      | urn:nbn:de:bvb:12-bsb00004612-1 urn:nbn:de:bvb:12-sbb00000096-0 Digitalisat                                 |
| 23  | Msc.Class.34  | Livius, Ab urbe condita (Buch 1–7). Angaben nach Bischoff                                                                     | 4. Viertel 9. Jahrhundert                                                                  | Mittelitalien                                                                | urn:nbn:de:bvb:12-sbb00000097-5 urn:nbn:de:bvb:12-bsb00140728-8 Digitalisat                                 |
| 24  | Msc.Class.35  | Livius, Ab urbe condita. Angaben nach Hoffmann.                                                                               | Teils um 1000, teils Mitte bis 3. Viertel 11. Jahrhundert                                  | Ältere Teile Frankreich oder Belgien, Rest Bamberg                           | urn:nbn:de:bvb:12-sbb00000098-1 Digitalisat                                                                 |
| 25  | Msc.Class.35a | Vier Fragmente von Livius, Ab urbe condita. Weitere Fragmente des gleichen Kodex in Msc.Bibl.18.                              | 4. Viertel 5. Jahrhundert                                                                  | Italien                                                                      | urn:nbn:de:bvb:12-sbb00000099-1 Digitalisat mit Forschungsdokumentation                                     |
| 26  | Msc.Class.36  | Sammelhandschrift, Teil 2: Expositiones in libros Augusti de musica, Teil 3: Possidius, Vita Augustini. Angaben nach Hoffmann | Teil 2: um 1000; Teil 3: 2. Hälfte 10. Jahrhundert oder um 1000                            | Belgien? Lothringen?                                                         | urn:nbn:de:bvb:12-sbb00000100-0 Digitalisat                                                                 |
| 27  | Msc.Class.37  | Macrobius, Saturnalia (1–3,19). Angaben nach Hoffmann.                                                                        | 9. Jahrhundert                                                                             | Frankreich                                                                   | urn:nbn:de:bvb:12-sbb00000101-5 Digitalisat                                                                 |
| 28  | Msc.Class.38  | Macrobius, Kommentar zu Ciceros Somnium Scipionis                                                                             | Ende 10. Jahrhundert                                                                       | Italien                                                                      | urn:nbn:de:bvb:12-sbb00000102-1 Digitalisat                                                                 |
| 29  | Msc.Class.39  | Martianus Capella, De nuptiis Philologiae et Mercurii                                                                         | 3. Viertel 9. Jahrhundert                                                                  | Fleury                                                                       | urn:nbn:de:bvb:12-sbb00000103-6 Digitalisat                                                                 |
| 30  | Msc.Class.42  | Plinius der Ältere, Naturalis historia (Bücher 32–37). Angaben nach Bischoff.                                                 | 2. Viertel 9. Jahrhundert                                                                  | Aachen                                                                       | urn:nbn:de:bvb:12-sbb00000104-1 Digitalisat                                                                 |
| 31  | Msc.Class.43  | Priscian, Institutiones grammaticae u.a.                                                                                      | 1. Hälfte 9. Jahrhundert                                                                   | Toskana oder Rom                                                             | urn:nbn:de:bvb:12-sbb00000105-7 Digitalisat                                                                 |
| 32  | Msc.Class.44  | Pseudo-Quintilian, Declamationes maiores. Angaben nach Hoffmann.                                                              | 10. Jahrhundert                                                                            | Italien                                                                      | urn:nbn:de:bvb:12-sbb00000106-2 Digitalisat                                                                 |
| 33  | Msc.Class.45  | Quintilian, Institutio oratoria.                                                                                              | 10. Jahrhundert; Nachträge: Ende 10. Jahrhundert                                           | Nordfrankreich (Reims?); Nachträge: Italien                                  | urn:nbn:de:bvb:12-sbb00000107-7 Digitalisat                                                                 |
| 34  | Msc.Class.45m | Seneca der Ältere, Controversiae (Fragmente). Angaben nach Bischoff.                                                          | 8. oder 9. Jahrhundert                                                                     | Nordostfrankreich                                                            | Digitalisat URN: nbn:de:bvb:12-sbb00000108-3                                                                |
| 35  | Msc.Class.46  | Seneca, Briefe (89–124). Angaben nach Bischoff.                                                                               | 1. oder 2. Viertel 9. Jahrhundert                                                          | Aachen                                                                       | Digitalisat URN: nbn:de:bvb:12-sbb00000109-3                                                                |
| 36  | Msc.Class.47  | Statius, Thebais | 9. Jahrhundert                                                                             | Saint-Amand (?)                                                              | Digitalisat URN: nbn:de:bvb:12-sbb00000110-5                                                                |
| 37  | Msc.Class.53  | 1. Teil: Victorius von Aquitanien, Calculus; 2. Teil: Abbo von Fleury, Kommentar zu diesem Werk                               | Anfang 11. Jahrhundert                                                                     | Würzburg oder Bamberg                                                        | Digitalisat URN: nbn:de:bvb:12-sbb00000111-1                                                                |
| 38  | Msc.Class.54  | Historia Augusta; Randnotizen durch Leo von Vercelli                                                                          | 2. Viertel 9. Jahrhundert                                                                  | Fulda                                                                        | Digitalisat URN: nbn:de:bvb:12-sbb00000112-6                                                                |
| 39  | Msc.Class.55  | Mathematisch-naturwissenschaftliche Sammelhandschrift (Gerbert von Aurilliac, Pseudo-Boethius, Plinius, u.a.)                 | 10. Jahrhundert                                                                            | Reims (?)                                                                    | Digitalisat URN: nbn:de:bvb:12-sbb00000113-1                                                                |
| 40  | Msc.Class.78  | Flavius Josephus, Antiquitates Iudaicae . Angaben nach Bischoff.                                                              | 2. Drittel 9. Jahrhundert                                                                  | Oberitalien                                                                  | Digitalisat URN: nbn:de:bvb:12-sbb00000114-7                                                                |
| 41  | Msc.Class.79  | Flavius Josephus, De bello Iudaico. Miniaturen, u. a. Herrscher (Heinrich II.) und huldigende Provinzen                       | Ende 10. Jahrhundert                                                                       | Reichenau oder Trier                                                         | Digitalisat URN: nbn:de:bvb:12-sbb00000115-2                                                                |
| 42  | Msc.Class.80  | Flavius Josephus, De bello Iudaico.                                                                                           | Ende 10. oder Anfang 11. Jahrhundert                                                       | Italien                                                                      | Digitalisat URN: nbn:de:bvb:12-sbb00000116-7                                                                |

### Historische Handschriften (Msc.Hist.)
Sechs Handschriften mit historischen Schriften (Signaturengruppe Msc.Hist.) gehören zur Kaiser-Heinrich-Bibliothek.
| Nr. | Signatur     | Inhalte und Anmerkungen                                                 | Datierung                 | Schriftheimat | Digitalisat                                                                  |
| --- | ------------ | ----------------------------------------------------------------------- | ------------------------- | ------------- | ---------------------------------------------------------------------------- |
| 1   | Msc.Hist.2   | Landolfus Sagax                                                         | 1000x1007                 | Corvey        | urn:nbn:de:bvb:12-sbb00000117-3                                              |
| 2   | Msc.Hist.3   | Historische Sammelhandschrift, u. a. Paulus Diaconus und Alexanderroman | 997x1023                  | Halberstadt?  | urn:nbn:de:bvb:12-bsb00140766-8 Digitalisat URN: nbn:de:bvb:12-sbb00000117-3 |
| 3   | Msc.Hist.5   | Richer von Reims, Historiae (Autograph)                                 | Ende 10. Jahrhundert      | Reims         | Digitalisat URN: nbn:de:bvb:12-sbb00000119-8                                 |
| 4   | Msc.Hist.6   | Historische Sammelhandschrift, u. a. Paulus Diaconus.                   | ca. 900                   | Benevent      | Digitalisat URN: nbn:de:bvb:12-sbb00000120-0                                 |
| 5   | Msc.Hist.161 | Sammelhandschrift mit Urkunden und hagiographischen Schriften           | 1. Hälfte 10. Jahrhundert | Stablo        | Digitalisat URN: nbn:de:bvb:12-sbb00000121-6                                 |
| 6   | Msc.Hist.162 | Sammelhandschrift, u. a. Hinkmar von Reims                              | ca. 900                   | Reims         | Digitalisat URN: nbn:de:bvb:12-sbb00000122-1                                 |

### Juristische Handschriften (Msc.Jur.)
Zur Kaiser-Heinrich-Bibliothek gehören drei juristische (d. h. das weltliche, nicht das kirchliche Recht betreffende) Handschriften der Signaturengruppe Msc.Jur. Eine davon (Msc.Jur.2) entstand erst um 1100 und gelangte wohl erst im Spätmittelalter nach Bamberg.
| Nr. | Signatur   | Inhalte und Anmerkungen                                                              | Datierung                 | Schriftheimat     | Digitalisat                                                                  |
| --- | ---------- | ------------------------------------------------------------------------------------ | ------------------------- | ----------------- | ---------------------------------------------------------------------------- |
| 1   | Msc.Jur.1  | Älteste vollständige Handschrift von Justinians Institutiones.                       | 10./11. Jahrhundert       | Rom und Umgebung  | urn:nbn:de:bvb:12-sbb00000123-6 URN: nbn:de:bvb:12-bsb00140771-7             |
| 2   | Msc.Jur.2  | Institutiones mit Glosse. Die Handschrift gelangte wohl erst nach 1191 nach Bamberg. | Um 1100                   | Toskana (?)       | urn:nbn:de:bvb:12-bsb00140772-2 Digitalisat URN: nbn:de:bvb:12-sbb00000124-2 |
| 3   | Msc.Jur.35 | Sammelhandschrift, u. a. Lex salica                                                  | 1. Drittel 9. Jahrhundert | Nordostfrankreich | urn:nbn:de:bvb:12-bsb00140773-8 Digitalisat URN: nbn:de:bvb:12-sbb00000125-7 |

### Liturgische Handschriften (Msc.Lit.)
Zur Kaiser-Heinrich-Bibliothek gehören elf liturgische Handschriften (Signaturengruppe Msc.Lit.). Die deutlich höheren Zahlen, die in der älteren Literatur genannt wurden, beziehen Handschriften ein, die noch im 11. Jahrhundert, aber wahrscheinlich erst nach Heinrichs Tod entstanden sind. Dazu gehört auch Msc.Lit.3, von der Suckale-Redlefsen annahm, sie sei vielleicht schon „in der Gründerzeit nach Bamberg gelangt“.
| Nr. | Signatur    | Inhalte und Anmerkungen                                        | Datierung                             | Schriftheimat                     | Digitalisat                                                                  |
| --- | ----------- | -------------------------------------------------------------- | ------------------------------------- | --------------------------------- | ---------------------------------------------------------------------------- |
| 1   | Msc.Lit.1   | Sakramentar                                                    | Anfang 11. Jahrhundert                | Fulda                             | urn:nbn:de:bvb:12-sbb00000117-3 Digitalisat URN: nbn:de:bvb:12-sbb00000126-2 |
| 2   | Msc.Lit.5   | Tropar                                                         | 1001                                  | Reichenau                         | Digitalisat URN: nbn:de:bvb:12-sbb00000127-8                                 |
| 3   | Msc.Lit.6   | Sammelhandschrift                                              | ca. 1000                              | St. Emmeram                       | Digitalisat URN: nbn:de:bvb:12-sbb00000128-3                                 |
| 4   | Msc.Lit.7   | Cantatorium                                                    | 1014x1024                             | Seeon                             | Digitalisat URN: nbn:de:bvb:12-sbb00000129-3                                 |
| 5   | Msc.Lit.8   | Cantatorium                                                    | vor 1024                              | Regensburg                        | Digitalisat URN: nbn:de:bvb:12-sbb00000130-6                                 |
| 6   | Msc.Lit.53  | Sogenanntes Pontifikale Heinrichs II.                          | 1007x1024 (Text); ca. 1020 (Miniatur) | Seeon (Text); Salzburg (Miniatur) | urn:nbn:de:bvb:22-msc.lit.53-2 Digitalisat URN: nbn:de:bvb:12-sbb00000131-1  |
| 7   | Msc.Lit.131 | Liturgische Sammelhandschrift                                  | 2. Drittel 9. Jahrhundert             | Süddeutschland (?)                | urn:nbn:de:bvb:12-bsb00140780-7 Digitalisat URN: nbn:de:bvb:12-sbb00000132-6 |
| 8   | Msc.Lit.132 | Liturgische Schriften des Amalarius                            | 3. Drittel 10. Jahrhundert            | Lorsch                            | urn:nbn:de:bvb:12-bsb00140781-2 Digitalisat URN: nbn:de:bvb:12-sbb00000133-2 |
| 9   | Msc.Lit.142 | Sammelhandschrift, u. a. Regula Benedicti und eine Nonnenregel | ca. 990                               | Regensburg (Niedermünster)        | urn:nbn:de:bvb:12-bsb00140782-7 Digitalisat URN: nbn:de:bvb:12-sbb00000134-7 |
| 10  | Msc.Lit.143 | Sammelhandschrift, u. a. monastische Regeln                    | 1. Viertel 11. Jahrhundert            | Seeon                             | urn:nbn:de:bvb:12-bsb00140783-3 Digitalisat URN: nbn:de:bvb:12-sbb00000135-2 |
| 11  | Msc.Lit.158 | Martyrologien und Kalender                                     | Ende 10. Jahrhundert                  | Malmedy                           | urn:nbn:de:bvb:12-bsb00140784-8 Digitalisat URN: nbn:de:bvb:12-sbb00000136-8 |

### Medizinische und naturwissenschaftliche Handschriften (Msc.Med. und Msc.Nat.)
Zwei medizinische (Signaturengruppe Msc.Med.) und eine naturwissenschaftliche (Msc.Nat.) Handschriften gehören zur Sammlung. Sie sind hier nach dem Vorbild der Staatsbibliothek Bamberg (und letztlich Leitschuh/Fischer) in einer Tabelle zusammengefasst.
| Nr. | Signatur  | Inhalte und Anmerkungen             | Datierung                 | Schriftheimat | Digitalisat                                                                   |
| --- | --------- | ----------------------------------- | ------------------------- | ------------- | ----------------------------------------------------------------------------- |
| 1   | Msc.Med.1 | Lorscher Arzneibuch                 | Anfang 9. Jahrhundert     | Lorsch        | Digitalisat URN: nbn:de:bvb:12-sbb00000137-3                                  |
| 2   | Msc.Med.2 | Medizinische Sammelschrift          | 1. Hälfte 10. Jahrhundert | Italien       | Digitalisat; urn:nbn:de:bvb:12-sbb00000138-8, urn:nbn:de:bvb:12-bsb00140786-9 |
| 3   | Msc.Nat.1 | Isidor von Sevilla, De natura rerum | 1. Drittel 9. Jahrhundert | Ostfrankreich | Digitalisat URN: nbn:de:bvb:12-sbb00000138-8                                  |

### Patristische Handschriften (Msc.Patr.)
35 Kodizes und ein Fragment der Signaturengruppe Msc.Patr. gehören zur Kaiser-Heinrich-Bibliothek. Sie enthalten ältere theologische Werke im weiteren Sinne, überwiegend solche von Kirchenvätern. Msc.Patr.3 gelangte erst 1820 in die Staatsbibliothek. Für Msc.Patr.155 ist in der Forschung umstritten, ob er im Mittelalter in Bamberg aufbewahrt wurde.
| Nr. | Signatur     | Inhalte und Anmerkungen                                                                                                  | Datierung                                                                   | Schriftheimat                              | Digitalisat                                                                             |
| --- | ------------ | --- | --------------------------------------------------------------------------- | ------------------------------------------ | --------------------------------------------------------------------------------------- |
| 1   | Msc.Patr.2   | Sammelhandschrift (Alkuin, Nicäa, Predigten)                                                                             | 1. Hälfte 9. Jahrhundert                                                    | Südbayern                                  | urn:nbn:de:bvb:12-sbb00000140-1 Digitalisat der Handschrift mit Forschungsdokumentation |
| 2   | Msc.Patr.3   | 17 abgelöste Doppelblätter (Fragment der Institutiones Aquisgranenses). Ein weiteres Doppelblatt im Staatsarchiv (s. u.) | 2. Drittel 9. Jahrhundert                                                   | „Deutsch-insulares Gebiet“                 | urn:nbn:de:bvb:12-sbb00000141-6 Digitalisat mit Forschungsdokumentation                 |
| 3   | Msc.Patr.4   | Ambrosius | ca. 1000                                                                    | Cluny                                      | urn:nbn:de:bvb:12-sbb00000142-2                                                         |
| 4   | Msc.Patr.6   | Ambrosius | Ende 10. Jahrhundert                                                        | Süddeutschland                             | urn:nbn:de:bvb:12-sbb00000143-7                                                         |
| 5   | Msc.Patr.7   | Ambrosius | ca. 1000                                                                    | Mailand (?)                                | urn:nbn:de:bvb:12-sbb00000144-2                                                         |
| 6   | Msc.Patr.8   | Ambrosius | Ende 10. oder 1. Hälfte 11. Jahrhundert                                     | Italien (?)                                | urn:nbn:de:bvb:12-sbb00000145-8                                                         |
| 7   | Msc.Patr.17  | Augustinus, Alkuin, De laude Dei, Miracula Nyniae                                                                        | 1. Drittel 11. Jahrhundert                                                  | Mainz                                      | urn:nbn:de:bvb:12-sbb00000146-3                                                         |
| 8   | Msc.Patr.18  | Teil 1: Augustinus; Teil 2: Stephan von Tournai                                                                          | 10. (oder Ende 9.?) Jahrhundert; Teil 2: 13. Jahrhundert                    | Italien (?)                                | urn:nbn:de:bvb:12-sbb00000147-8                                                         |
| 9   | Msc.Patr.20  | Gennadius von Marseille, De ecclesiasticis dogmatibus. Vita S. Silvestri [u. a.]                                         | Anfang 9. Jahrhundert; 1. Hälfte 9. Jahrhundert                             | Nordostfrankreich, Belgien; Nonantola      | urn:nbn:de:bvb:12-sbb00000148-4                                                         |
| 10  | Msc.Patr.21  | Augustinus, Hugo von St. Viktor                                                                                          | 2. Drittel 9. Jahrhundert; 2. Viertel 12. Jahrhundert                       | Nordostfrankreich; Frankreich              | urn:nbn:de:bvb:12-sbb00000149-4                                                         |
| 11  | Msc.Patr.22  | Augustinus | 3. Viertel 9. Jahrhundert                                                   | Oberitalien (?)                            | urn:nbn:de:bvb:12-sbb00000150-6                                                         |
| 12  | Msc.Patr.23  | Augustinus, Cassiodor, Gregor der Große                                                                                  | 2. Drittel 9. Jahrhundert                                                   | Oberitalien (?)                            | urn:nbn:de:bvb:12-sbb00000151-1                                                         |
| 13  | Msc.Patr.33  | Augustinus, Confessiones                                                                                                 | 1. Hälfte 11. Jahrhundert                                                   | St. Gallen                                 | urn:nbn:de:bvb:12-sbb00000152-7                                                         |
| 14  | Msc.Patr.34  | Augustinus | 2./3. Drittel 9. Jahrhundert                                                | Westdeutschland oder Nordostfrankreich (?) | urn:nbn:de:bvb:12-sbb00000153-2                                                         |
| 15  | Msc.Patr.35n | Augustinus, Anaklet II.; Fragmente eines Graduale                                                                        | 1. Hälfte 11. Jahrhundert; Vorsatzblatt mit Initiale: Mitte 12. Jahrhundert | Michelsberg                                | urn:nbn:de:bvb:12-sbb00000154-7 URN:nbn:de:bvb:12-sbb00000154-7                         |
| 16  | Msc.Patr.36  | Eugippius | 1. oder 2. Drittel 10. Jahrhundert                                          | Italien (?)                                | urn:nbn:de:bvb:12-sbb00000154-7 urn:nbn:de:bvb:12-sbb00000155-3                         |
| 17  | Msc.Patr.46  | Boethius | Ende 9. Jahrhundert; 3. Drittel 9. Jahrhundert                              | Reims                                      | urn:nbn:de:bvb:12-sbb00000156-8                                                         |
| 18  | Msc.Patr.61  | Cassiodor, Institutiones und verschiedene naturwissenschaftliche Texte                                                   | 4. Viertel 8. Jahrhundert                                                   | Montecassino                               | urn:nbn:de:bvb:12-sbb00000157-3                                                         |
| 19  | Msc.Patr.62  | Eusebius von Caesarea, Hieronymus, Chronicon Lobiense                                                                    | ca. 1000                                                                    | Diözese Lüttich (Kloster Lobbes?)          | urn:nbn:de:bvb:12-sbb00000158-9                                                         |
| 20  | Msc.Patr.68  | Gezo von Tortona, De corpore et sanguine Christi                                                                         | Ende 10. Jahrhundert oder 1. Hälfte 11. Jahrhundert; 13. Jahrhundert        | Italien; unbekannt                         | urn:nbn:de:bvb:12-sbb00000159-9                                                         |
| 21  | Msc.Patr.72  | Gregor der Große, Dialogi                                                                                                | ca. 1000                                                                    | Sachsen (Werden?)                          | urn:nbn:de:bvb:12-sbb00000160-1                                                         |
| 22  | Msc.Patr.74  | Gregor der Große, Regula pastoralis                                                                                      | Ende 10. Jahrhundert                                                        | Nordfrankreich (?)                         | urn:nbn:de:bvb:12-sbb00000161-7                                                         |
| 23  | Msc.Patr.75  | Gregor der Große, Regula pastoralis                                                                                      | Ende 10. Jahrhundert                                                        | Mittelitalien (?)                          | urn:nbn:de:bvb:12-sbb00000162-2                                                         |
| 24  | Msc.Patr.76  | Gregor der Große, Regula pastoralis                                                                                      | ca. 1010 - 1040 (Buchschmuck: 1. Viertel 12. Jahrhundert)                   | Fulda (Buchschmuck: Michelsberg)           | urn:nbn:de:bvb:12-sbb00000163-7                                                         |
| 25  | Msc.Patr.78  | Gregor von Nazianz, Johannes Chrysostomus, Gregor von Nyssa                                                              | ca. 1000 (?)                                                                | Cluny (?)                                  | urn:nbn:de:bvb:12-sbb00000164-3                                                         |
| 26  | Msc.Patr.86  | Hieronymus, Contra Iovinianum. Rufinus, Expositio symboli                                                                | 1. Drittel 9. Jahrhundert (vor 836)                                         | Amiens                                     | urn:nbn:de:bvb:12-sbb00000165-8                                                         |
| 27  | Msc.Patr.87  | Hieronymus und Gennadius, De viris illustribus. Augustinus, De haeresibus u. a.                                          | nach 540                                                                    | Castellum Lucullanum bei Neapel            | urn:nbn:de:bvb:12-sbb00000166-3                                                         |
| 28  | Msc.Patr.88  | Theologische Sammelhandschrift                                                                                           | ca. 1000                                                                    | Cluny                                      | urn:nbn:de:bvb:12-sbb00000167-9                                                         |
| 29  | Msc.Patr.101 | Sammelhandschrift (Augustinus, Isidor, Beda)                                                                             | 9.-10. Jahrhundert (?)                                                      | Mittelitalien (?)                          | urn:nbn:de:bvb:12-sbb00000168-4                                                         |
| 30  | Msc.Patr.102 | Defensor Locogiacensis, Isidor                                                                                           | 1. Drittel 9. Jahrhundert                                                   | Bayern (?)                                 | urn:nbn:de:bvb:12-sbb00000169-4                                                         |
| 31  | Msc.Patr.107 | Theologische Sammelhandschrift; enthält auch den Indiculus loricatorum, der ein Truppenaufgebot für Otto II. beschreibt  | 10. Jahrhundert                                                             | Mittelitalien                              | urn:nbn:de:bvb:12-sbb00000170-7                                                         |
| 32  | Msc.Patr.108 | Julian von Toledo | 10. Jahrhundert                                                             | Norditalien (?)                            | urn:nbn:de:bvb:12-sbb00000171-2                                                         |
| 33  | Msc.Patr.113 | Origenes / Rufin, De principiis                                                                                          | 2. Viertel 9. Jahrhundert                                                   | Aachen                                     | urn:nbn:de:bvb:12-sbb00000172-7                                                         |
| 34  | Msc.Patr.134 | Defensor Locogiacensis; Heiligenviten                                                                                    | 1. Hälfte 10. Jahrhundert                                                   | Normandie (Jumièges?)                      | urn:nbn:de:bvb:12-sbb00000173-3                                                         |
| 35  | Msc.Patr.155 | Paulus Diaconus; Homiliar                                                                                                | 2. Viertel 9. Jahrhundert                                                   | Freising (?)                               | urn:nbn:de:bvb:12-sbb00000174-8                                                         |
| 36  | Msc.Patr.156 | Homiliar | 2. Viertel 9. Jahrhundert                                                   | Südostdeutschland                          | urn:nbn:de:bvb:12-sbb00000175-3                                                         |

### Philosophische Handschriften und Varia (Msc.Ph. und Msc.Var.)
Zur Kaiser-Heinrich-Bibliothek gehören vier Kodizes, die der Leitschuh-Fischer-Katalog als philosophische (Signaturengruppe Msc.Ph.) bzw. „vermischte“ Handschriften (Msc.Var.) klassifiziert hatte. Sie sind hier nach dem Vorbild der Staatsbibliothek Bamberg (und letztlich Leitschuh/Fischer) in einer Tabelle zusammengefasst. Die beiden Bände des Periphyseon, von Schemmel noch als eine Handschrift gezählt, gelten dabei als zwei der 165 Handschriften der Kaiser-Heinrich-Bibliothek.
| Nr. | Signatur    | Inhalte und Anmerkungen                          | Datierung                    | Schriftheimat         | Digitalisat                                  |
| --- | ----------- | ------------------------------------------------ | ---------------------------- | --------------------- | -------------------------------------------- |
| 1   | Msc.Ph.1    | Sammelhandschrift                                | 10. Jahrhundert              | England oder Bretagne | URN: nbn:de:bvb:12-sbb00000176-9             |
| 2   | Msc.Ph.2(1) | Johannes Scotus Eriugena, Periphyseon (Buch 1–3) | 3. Viertel 9. Jahrhundert    |                       | Digitalisat URN: nbn:de:bvb:12-sbb00000177-4 |
| 3   | Msc.Ph.2(2) | Johannes Scotus Eriugena, Periphyseon (Buch 4–5) | 3./4. Viertel 9. Jahrhundert |                       | Digitalisat URN: nbn:de:bvb:12-sbb00000178-9 |
| 4   | Msc.Var.1   | Musiktheoretische Sammelhandschrift              | um 1000                      | Werden                | Digitalisat URN: nbn:de:bvb:12-sbb00000078-4 |

### Fragmente (IX A)
Dreizehn Fragmente, die überwiegend ab dem frühen 20. Jahrhundert aus anderen Handschriften abgelöst wurden (Signaturengruppe IX A), gehören ebenfalls zur Sammlung.
| Nr. | Signatur | Inhalte und Anmerkungen | Datierung                                             | Schriftheimat                          | Digitalisat                                                                  |
| --- | -------- | --- | ----------------------------------------------------- | -------------------------------------- | ---------------------------------------------------------------------------- |
| 1   | IX A 1   | Cicero, In Verrem. Angaben nach Bischoff.                                                                                          | 2. Drittel 9. Jahrhundert                             | Westliches Frankreich                  | urn:nbn:de:bvb:12-bsb00140826-3 Digitalisat URN: nbn:de:bvb:12-sbb00000179-9 |
| 2   | IX A 2   | Bibel (Mk 8,15–10,33). Aus Msc.Theol.83. Angaben nach Bischoff.                                                                    | 3. Viertel 9. Jahrhundert                             | Tours                                  | urn:nbn:de:bvb:12-bsb00140827-8 Digitalisat URN: nbn:de:bvb:12-sbb00000180-2 |
| 3   | IX A 3   | Sakramentar. Aus Msc.Bibl.133, wo sich noch zwei weitere Doppelblätter aus der gleichen Handschrift finden. Angaben nach Hoffmann. | 10. Jahrhundert                                       | Corvey                                 | urn:nbn:de:bvb:12-bsb00140828-3 Digitalisat URN: nbn:de:bvb:12-sbb00000181-7 |
| 4   | IX A 4   | Hieronymus, Expositio IV evangeliorum. Angaben nach Bischoff.                                                                      | 1. Drittel 9. Jahrhundert                             | Süddeutschland (?)                     | urn:nbn:de:bvb:12-bsb00140829-3 Digitalisat URN: nbn:de:bvb:12-sbb00000182-2 |
| 5   | IX A 5   | Beda Venerabilis. Angaben nach Bischoff.                                                                                           | 1./2. Viertel 9. Jahrhundert                          | Westdeutschland                        | urn:nbn:de:bvb:12-bsb00140830-6 Digitalisat URN: nbn:de:bvb:12-sbb00000183-8 |
| 6   | IX A 6   | Lateinisch-griechisches Glossar. Angaben nach Hoffmann.                                                                            | ca. 900                                               | „vielleicht im westlichen Grenzgebiet“ | Digitalisat URN: nbn:de:bvb:12-sbb00000184-3                                 |
| 7   | IX A 9   | Graduale. Angaben nach Hoffmann.                                                                                                   | 1. Viertel 11. Jahrhundert                            | St. Gallen                             | urn:nbn:de:bvb:12-bsb00140831-1 Digitalisat URN: nbn:de:bvb:12-sbb00000185-8 |
| 8   | IX A 11  | Bibel (Jesaja 60,18–64,1). Angaben nach Hoffmann.                                                                                  | Mitte oder 2. Hälfte 10. Jahrhundert                  | Würzburg                               | urn:nbn:de:bvb:12-bsb00140833-2 Digitalisat URN: nbn:de:bvb:12-sbb00000186-4 |
| 9   | IX A 12  | Cassiodor, Expositio psalmorum. Angaben nach Bischoff.                                                                             | 1./2. Viertel 9. Jahrhundert                          | Ober- oder Mittelrhein                 | urn:nbn:de:bvb:12-bsb00140834-7 Digitalisat URN: nbn:de:bvb:12-sbb00000187-9 |
| 10  | IX A 13  | Johannes Chrysostomus; Brief des Gunzo von Novara an Atto von Vercelli. Angaben nach Hoffmann.                                     | 2. Hälfte 10. Jahrhundert oder Anfang 11. Jahrhundert | Italien                                | urn:nbn:de:bvb:12-bsb00140835-2 Digitalisat URN: nbn:de:bvb:12-sbb00000188-4 |
| 11  | IX A 15  | Eine von zwei bekannten Abschriften von De sole et luna.                                                                           | Anfang 9. Jahrhundert                                 | Saint-Amand                            | urn:nbn:de:bvb:12-bsb00140836-8 Digitalisat URN: nbn:de:bvb:12-sbb00000189-5 |
| 12  | IX A 111 | Lukan, De bello civili. Weitere Fragmente in Msc.Patr.117. Angaben nach Hoffmann.                                                  | 2. Hälfte 10. Jahrhundert                             | Süddeutschland                         | urn:nbn:de:bvb:12-bsb00140837-3 Digitalisat URN: nbn:de:bvb:12-sbb00000190-2 |
| 13  | IX A 195 | Missale. Aus Inc.typ.E.IV.15. Angaben nach Hoffmann.                                                                               | 2. Hälfte 10. Jahrhundert                             | Deutschland (?)                        | urn:nbn:de:bvb:12-bsb00140838-8 Digitalisat URN: nbn:de:bvb:12-sbb00000191-8 |

## Nicht abgelöste Fragmente
Von mehreren Handschriften und Inkunabeln der Bamberger Staatsbibliothek ist bekannt, dass sie Fragmente älterer Handschriften als Vorsatz oder im Einband enthalten. Anders als die abgelösten Fragmente, die eigene Signaturen haben (z. B. Msc.Bibl.30c), zählen diese aber nicht zur Kaiser-Heinrich-Bibliothek, auch wenn zu vermuten ist, dass die älteren dieser makulierten Handschriften bald nach der Bistumsgründung 1007 nach Bamberg gelangt sind.
Nach Hoffmann enthalten 13 Inkunabeln im Besitz der Bamberger Staatsbibliothek (Signaturengruppe Inc.typ.) nicht abgelöste Fragmente von Handschriften des 10. und 11. Jahrhunderts.

## Überlieferung außerhalb der Bamberger Staatsbibliothek
Nur die Handschriften, die bis heute in der Staatsbibliothek aufbewahrt werden, zählen als Teil der Kaiser-Heinrich-Bibliothek. Für einige weitere Handschriften ist aber bekannt, dass sie von Heinrich II. nach Bamberg gegeben wurden und mindestens das ganze Mittelalter dort verblieben, oder in anderer Weise sehr eng mit den Handschriften der Kaiser-Heinrich-Bibliothek verbunden sind:
| Nr. | Ort           | Archiv                         | Signatur                           | Inhalte und Anmerkungen | Datierung                         | Schriftheimat                   | Digitalisat                                                                       |
| --- | ------------- | ------------------------------ | ---------------------------------- | --- | --------------------------------- | ------------------------------- | --------------------------------------------------------------------------------- |
| 1   | Bamberg       | Staatsarchiv                   | A 246 Nr. 6                        | Beschlüsse des Konzils von Aachen 816. Abgelöstes Doppelblatt, Teil von Msc.Patr.3 (s.o.). Angaben nach Bischoff.                   | 2. Drittel 9. Jahrhundert         | „Wohl deutsch-insulares Gebiet“ | kein Digitalisat bekannt                                                          |
| 2   | Bamberg       | Staatsarchiv                   | A 246 Nr. 21                       | Orosius, Historia adversus paganos. 6 Blatt. Weitere Fragmente in St. Paul im Lavanttal und in Privatbesitz. Angaben nach Bischoff. | Mitte 9. Jahrhundert              | Süditalien                      | kein Digitalisat bekannt                                                          |
| 3   | München       | Schatzkammer der Residenz      | Inventarnummer: Res.Mü. Schk. 6 WL | Achatplatten (Reste des ehemaligen Einbands der Bamberger Apokalypse)                                                               |                                   |                                 | urn:nbn:de:bvb:22-dtl-0000087215                                                  |
| 4   | München       | Staatsbibliothek               | Cgm 25 (olim Clm 4455)             | Heliand-Handschrift (Sigle M) | 2. Hälfte 9. Jahrhundert          | Corvey                          | urn:nbn:de:bvb:12-bsb00026305-7                                                   |
| 5   | München       | Staatsbibliothek               | Clm 4451                           | Evangeliar | 2. Viertel 9. Jahrhundert         | Mainz                           | urn:nbn:de:bvb:12-bsb00061403-6 urn:nbn:de:bvb:12-bsb00107515-2 (nur der Einband) |
| 6   | München       | Staatsbibliothek               | Clm 4452                           | Perikopenbuch Heinrichs II. | 1007x1012                         | Reichenau                       | urn:nbn:de:bvb:12-bsb00087481-7 urn:nbn:de:bvb:12-bsb00107516-7 (nur der Einband) |
| 7   | München       | Staatsbibliothek               | Clm 4453                           | Evangeliar Ottos III. oder Heinrichs II.                                                                                            | ca. 1000                          | Reichenau                       | urn:nbn:de:bvb:12-bsb00096593-3                                                   |
| 8   | München       | Staatsbibliothek               | Clm 4454                           | Evangeliar aus dem Bamberger Dom | ca. 1000x1020                     | Reichenau                       | urn:nbn:de:bvb:12-bsb00107518-8 (nur der Einband)                                 |
| 9   | München       | Staatsbibliothek               | Clm 4456                           | Sakramentar Heinrichs II. | ca. 1007                          | Sankt Emmeram (Regensburg)      | urn:nbn:de:bvb:12-bsb00050763-2                                                   |
| 10  | Pommersfelden | Bibliothek Schloss Weißenstein | Ms. 340 (2821)                     | Perikopenbuch aus Sankt Emmeram. Von Lothar Franz von Schönborn 1725 aus dem Kloster Michelsberg entwendet. Angaben nach Hoffmann.  | 1. oder 2. Drittel 9. Jahrhundert | Reichenau                       | kein Digitalisat bekannt                                                          |
|     |               |                                |                                    | |                                   |                                 |                                                                                   |

## Tabellarische Übersicht: Handschriften nach Jahrhundert
Die Datierung folgt den Tabellen auf dieser Seite und damit den Datierungen von Suckale-Redlefsen, Hoffmann und Bischoff. Wo diese eine Zeitspanne nennen, die sich auf zwei Jahrhunderte erstreckt, wurde die Zuordnung zu dem Jahrhundert vorgenommen, in das der größere Teil dieser Spanne fällt. Handschriften, die in den Katalogen auf „um 1000“, „8. oder 9. Jh.“ usw. datiert werden, wurden jeweils dem späteren Jahrhundert zugerechnet. Bei Sammelhandschriften wurde der jeweils älteste Teil und nur dieser berücksichtigt.
|            | Anzahl Handschriften nach Jahrhunderten | Anzahl Handschriften nach Jahrhunderten | Anzahl Handschriften nach Jahrhunderten | Anzahl Handschriften nach Jahrhunderten | Anzahl Handschriften nach Jahrhunderten | Anzahl Handschriften nach Jahrhunderten | Anzahl Handschriften nach Jahrhunderten | Anzahl Handschriften nach Jahrhunderten |        |                 |            |
| Signaturen | saec. V                                 | saec. VI                                | saec. VII                               | saec. VIII                              | saec. IX                                | saec. X                                 | saec. XI                                | saec. XII                               | Gesamt | davon Fragmente | Signaturen |
| ---------- | --------------------------------------- | --------------------------------------- | --------------------------------------- | --------------------------------------- | --------------------------------------- | --------------------------------------- | --------------------------------------- | --------------------------------------- | ------ | --------------- | ---------- |
| Msc.Bibl.  |                                         |                                         |                                         |                                         | 9                                       | 6                                       | 23                                      |                                         | 38     | 3               | Msc.Bibl.  |
| Msc.Can.   |                                         |                                         |                                         |                                         | 3                                       | 2                                       | 4                                       |                                         | 9      | 0               | Msc.Can.   |
| Msc.Class. | 1                                       |                                         |                                         |                                         | 15                                      | 18                                      | 8                                       |                                         | 42     | 2               | Msc.Class. |
| Msc.Hist.  |                                         |                                         |                                         |                                         |                                         | 4                                       | 2                                       |                                         | 6      | 0               | Msc.Hist.  |
| Msc.Jur.   |                                         |                                         |                                         |                                         | 1                                       |                                         | 1                                       | 1                                       | 3      | 0               | Msc.Jur.   |
| Msc.Lit.   |                                         |                                         |                                         |                                         | 1                                       | 3                                       | 7                                       |                                         | 11     | 0               | Msc.Lit.   |
| Msc.Med.   |                                         |                                         |                                         |                                         | 1                                       | 1                                       |                                         |                                         | 2      | 0               | Msc.Med.   |
| Msc.Nat.   |                                         |                                         |                                         |                                         | 1                                       |                                         |                                         |                                         | 1      | 0               | Msc.Nat.   |
| Msc.Patr.  |                                         | 1                                       |                                         | 1                                       | 13                                      | 9                                       | 12                                      |                                         | 36     | 1               | Msc.Patr.  |
| Msc.Ph.    |                                         |                                         |                                         |                                         | 2                                       | 1                                       |                                         |                                         | 3      | 0               | Msc.Ph.    |
| Msc.Var.   |                                         |                                         |                                         |                                         |                                         |                                         | 1                                       |                                         | 1      | 0               | Msc.Var.   |
| IX A       |                                         |                                         |                                         |                                         | 6                                       | 6                                       | 1                                       |                                         | 13     | 13              | IX A       |
| Gesamt     | 1                                       | 1                                       | 0                                       | 1                                       | 52                                      | 50                                      | 59                                      | 1                                       | 165    | 19              | Gesamt     |